# نینا آیزنهارت
نینا آیزنهارت (Nina Eisenhardt) (متولد ۱۹۹۰) سیاستمدار آلمانی اتحاد ۹۰/سبزها است که از سال ۲۰۱۹ به عنوان نماینده مجلس ایالتی هسن مشغول به کار است.

## زندگی
نینا آیزنهارت لیسانس خود را در رشته علوم سیاسی از دانشگاه فنی دارمشتات در سال ۲۰۱۴ دریافت کرد و از سال ۲۰۱۴ تا ۲۰۱۷ در دانشگاه گوته فرانکفورت در رشته مطالعات بین الملل گرایش مطالعات جنگ و صلح در مقطع کارشناسی ارشد تحصیل کرد. او از  سال ۲۰۱۴ تا ۲۰۱۸ مدیر ایالتی شاخه جوانان حزب سبزها در ایالت هسن آلمان بود.
آیزنهارت از سال ۲۰۰۹ تا ۲۰۱۰ از طرف حزب سبزها عضو شورای شهر رنینگن بود. در انتخابات مجلس فدرال آلمان در سال ۲۰۱۷، به عنوان نامزد حزب سبز ها در گروس-گراو شرکت کرد ولی موفق به راهیابی به مجلس نشد. اما در انتخابات مجلس ایالتی هسن در سال ۲۰۱۸ به عنوان نامزد در حوزه دوم انتخاباتی گروس-گراو شرکت کرد و از طریق لیست ایالتی حزب سبزها موفق شد به پارلمان ایالت هسن راه یابد.
در پارلمان ایالتی هسن، او عضو کمیته امور دیجیتال و حفاظت از داده ها و همچنین کمیته علم و هنر است.
او از سال ۲۰۱۲ عضو حزب اتحاد ۹۰/سبزها است.

## لینک های خارجی
- Offizielle Website
- Landtag Hessen nina-eisenhardt